# Drakensang: Am Fluss der Zeit
Drakensang: Am Fluss der Zeit ist ein vom Berliner Studio Radon Labs entwickeltes Computer-Rollenspiel. Veröffentlicht wurde es am 19. Februar 2010, die Vermarktung erfolgt durch den Software-Verlag dtp entertainment. Es ist ein Prequel zu Das Schwarze Auge: Drakensang. Die Basis für die Spielwelt von Drakensang: Am Fluss der Zeit bildet das Pen&Paper-Rollenspiel Das Schwarze Auge.

## Handlung

### Hintergrund
Die Handlung ist nach aventurischer Zeitrechnung im Jahr 1009 nach Bosparans Fall angesiedelt und damit parallel, aber ohne Verbindung zur Handlung des DSA-Computerspiels Das Schwarze Auge: Die Schicksalsklinge. Im Geheimen bereitet der in Ungnade gefallene ehemalige Reichserzkanzler Answin von Rabenmund den Sturz des Kaisers Hal vor, um selbst den Thron des Mittelreichs besteigen zu können.
Vor diesem Hintergrund liefern sich die Diebe Cuano und Mora einen Wettstreit, wer die sogenannte Raulskrone, die Kaiserkrone des Mittelreichs, stehlen kann. Diese befindet sich auf Burg Rudes Schild in der Obhut des Burggrafen Ardo vom Eberstamm. Wer im Besitz der Krone ist, könnte Anspruch auf den Kaiserthron erheben und damit schwere Unruhen im Kaiserreich auslösen. Als Cuano in die Burg eindringt, wird er von Ardo und dessen Freund Forgrimm erwischt. Gemeinsam stellen sie fest, dass die Krone, die sie bewacht haben, nur ein Duplikat ist und die echte Krone bereits von Mora gestohlen wurde. Ardo, Cuano und Forgrimm begeben sich nun auf die Suche nach Mora, um die Krone zurückzuerlangen.

### Handlungsverlauf
Der Held reist nach Nadoret, um seine Ausbildung zu beenden. Während der Flussreise macht er die Bekanntschaft von Ardo, Cuano und Forgrimm. Diese bitten ihn, gemeinsam mit ihnen mehr über die Flusspiraten herauszufinden, die Mora augenscheinlich entführt haben. In Nadoret trifft die Gruppe zudem auf den Agenten der Kaiserlich Garethischen Informations-Agentur Gerling, der im Auftrag des Grafen Growin von Ferdok in Erfahrung bringen muss, warum dessen Vasall Baron Dajin nichts gegen die zunehmenden Piratenüberfälle unternimmt. Die Gruppe erklärt sich bereit, die Vorfälle für Gerling zu untersuchen. Sie finden heraus, dass die Zollfeste Thûrstein und deren Kommandant mit den Flusspiraten zusammenarbeiten sollen.
Ardo, Cuano, Forgrimm, ein Mitarbeiter Gerlings und der Held reisen mit einem von Ardo angeheuerten Flussschiff auf dem Großen Fluss zur Zollfeste und stellen dessen Kommandanten zur Rede. Dieser gibt zu, mit den Piraten gemeinsame Sache zu machen. Es kommt zur Auseinandersetzung mit dem Kommandanten und der Konfrontation mit einer Riesenkrake, die schließlich den Kommandanten verschlingt. Bevor die Heldengruppe wieder von der Zollfesten abreisen kann, wird Ardo von einem Attentäter angegriffen und liegt nach einer Giftattacke im Sterben. Nur mit Hilfe der Elfen des Elfenwaldes gelingt es nach einigen Strapazen ein Heilmittel für Ardo herzustellen. Nach dessen Genesung reist die Gruppe zum Versteck der Flusspiraten nach Hammerberg, das sie für den Aufenthaltsort Moras halten. Die Gruppe wird zur Anführerin der Piraten vorgelassen. Nachdem man einen Putsch gegen sie vereitelt hat, erzählt sie, dass Baron Dajin das Treiben der Piraten gegen Entrichtung einer „Abgabe“ toleriert. Außerdem hätten sie Mora in Dajins Schloss in Nadoret gebracht. Dort erfährt die Gruppe von Dajin, dass er Mora mit dem Diebstahl der Krone beauftragt hatte, um damit Answin von Rabenmund in seinem Plan zu unterstützen, den Thron zu usurpieren. Weiterhin möchte Dajin mit einer Armee Graf Growin stürzen und als Lohn für seine Dienste selbst zum Herrscher des Kosch aufsteigen. Die Fäden jedoch hält der Magier Regismund von Kaltenstein in Händen, ein Parteigänger von Rabenmunds. Nachdem sich die Heldengruppe durch Dajins Schloss gekämpft und Regismund im Endkampf besiegt hat, kann sie die Raulskrone sicherstellen. Dajin wird verhaftet.

### Spielwelt
Wie sein Vorgänger ist das Spiel in der Provinz Kosch in der Spielwelt des Schwarzen Auges angesiedelt. Die Handlung umfasst vier Hauptstandorte und nur sehr wenige Nebenschauplätze. Diese liegen alle südlich von Ferdok (Schauplatz des ersten Spiels) am Großen Fluss und sind nur mit dem Schiff zu erreichen. Nadoret ist die größte Stadt der Spielwelt und zentrale Anlaufstelle des Spiels. Daneben besucht man die Zollfeste Thûrstein, den Elfenwald und den Hammerberg.
Die Position des Elfenwaldes ist nur wenigen bekannt. Dort leben die Elfen in einem Elfenbaum, den sie auf mehreren Ebenen bewohnen. Der restliche Elfenwald ist fast ausschließlich von Sumpf und Ruinen durchzogen. Hammerberg ist das Versteck der Flusspiraten. Dort herrscht ein sehr kaltes Klima und es fällt ununterbrochen Schnee. Das Zentrum der Stadt stellt die Taverne dar. Im Norden befindet sich zudem eine Zwergenbinge.
Daneben existieren kleinere Nebenschauplätze wie die Höhle des Wasserdrachens, den man ihm Verlauf einer Queste bezwingen muss. Durch Installation des Add-ons Phileassons Geheimnis wird als Hauptschauplatz die Globulenstadt Tie'Shianna hinzugefügt.

## Spielmechanik
Am Fluss der Zeit ist ausschließlich für Einzelspieler ausgelegt. Es verwendet eine 3D-Ansicht. Die Kämpfe basieren, ähnlich wie in Baldur’s Gate, auf einem Rundensystem, das in Echtzeit umgesetzt und dargestellt wird. Durch eine Pausenfunktion kann das Spielgeschehen dabei zu jedem Zeitpunkt angehalten werden.
Im Unterschied zum Vorgänger reist der Held mit einem Schiff anstatt zu Fuß. Es ist möglich, vereinzelt neue Fähigkeiten zu erlernen.
Nach dem Outro kann der Spieler weiter die Spielwelt bereisen und dort bisher nicht erfüllten Nebenqueste beenden. Eine Ausnahme stellt lediglich die Globulenstadt Tie'Shianna aus der Erweiterung Phileassons Geheimnis dar. Diese bleibt handlungsbedingt nach Abschluss verschlossen.
Noch stärker als im Vorgänger werden die Schiffsfahrten zur Aktualisierung der Städte benutzt. So werden neue Quests oder neue Questabschnitte meist mit einer Schiffsfahrt zu einem anderen Ort initiiert bzw. freigeschaltet.

## Versionen
Neben der ersten Version ist Drakensang: Am Fluss der Zeit in einer Collector’s Edition (,Sammleredition‘) und einer Personal Edition (,Personalisierte Edition‘) erschienen.
Zusätzlich zum Spiel enthält die Collector’s Edition einen segeltuchähnlichen Buchumschlag, den Original-Soundtrack auf CD, eine DIN-A2-Stoffkarte Aventuriens, ein DIN-A3-Poster, ein exklusiv im Spiel freischaltbaren Gegenstand, das DSA-Regelwerk im PDF-Format  und ein Echtheitszertifikat.
Die Personal Edition wurde nur im Vorfeld in Zusammenarbeit mit dem Online-Versandhändler Amazon angeboten. Die Verpackung in Buchform und das mitgelieferte Echtheitszertifikat wurde dabei mit dem Vor- und Nachnamen des Empfängers versehen. Zusätzlich zu den Inhalten der Collector’s Edition enthielt die Personal Edition ein sogenanntes Inrah-Kartendeck, ein aus der Spielwelt des Schwarzen Auges entlehntes Kartenspiel. Die Käufer durften dem exklusiven Spielgegenstand zudem einen selbstgewählten Namen vergeben.

## Rezeption
Die Durchschnittswertung deutschsprachiger Magazine wurde bei critify.de basierend auf 24 Bewertungen mit 83 Prozent angegeben.
Von GameRadio.de erhielt Drakensang: Am Fluss der Zeit eine Gesamtwertung von 88 %. Im Gegensatz zu den Konkurrenten Dragon Age: Origins oder Neverwinter Nights sei die Spielwelt „weit freundlicher und bei weitem nicht so düster“ gestaltet. Besonders lobt Gameradio.de das Spiel durch die Verleihung der GameRadio-Awards in den Bereichen „Atmosphäre“ und „Gameplay“.
Die Verkaufszahlen blieben hinter den Erwartungen zurück, sodass der auch anderweitig angeschlagene Entwickler Radon Labs nach dem Ausstieg eines Investors bereits vor Veröffentlichung des angekündigten Add-ons Phileassons Geheimnis Insolvenz anmelden musste.

## Phileassons Geheimnis (Add-on)
Phileassons Geheimnis ist eine Erweiterung zu Drakensang: Am Fluss der Zeit und erschien am 20. August 2010. Es integriert sich in das Hauptspiel, der Inhalt wird nach Erreichen bestimmter Orte im Hauptspiel freigeschaltet. Im Mittelpunkt der Handlung steht die bekannte DSA-Figur Asleif „Foggwulff“ Phileasson und seine Mission, die Hochelfenprinzessin Amariel zu den sogenannten Inseln im Nebel zu bringen.

### Handlung
Der Hochelfenkönig Fenvarien bittet Phileasson, seine Tochter Amariel aus der Globulenwelt, einer vom König selbst erschaffenen Scheinwelt, zu befreien und zu ihm auf den Inseln im Nebel zu bringen. Fenvarien hatte diese Welt erschaffen, als er zur Verteidigung der Stadt Tie'Shianna in den Krieg zog. Amariel jedoch wollte die Stadt nicht verlassen, weshalb Fenvarien die Globulenwelt schuf, in der sich der Tag von Fenvariens Abreise immer wiederholt. Ein Vergessenszauber verhindert, dass Amariel dies auffällt. Lediglich drei Bewohner der Globulenwelt sind reale Hochelfen.
Die Helden treffen Phileasson bei der Zollfeste Thûrstein. Danach folgen sie Phileasson durch einen Sphärenriss in die Globulenwelt Tie'Shianna. Sie versuchen vergebens die Tochter Amariel dazu zu bewegen, die Stadt zu verlassen. Die Horde des namenlosen Gottes greift die Stadt nun an. Die Helden werden unfreiwillig aus der Stadt teleportiert. Nachdem sie wieder in der Stadt sind, glaubt Phileasson, dass er der Hochelfenkönig ist und wird zu diesem gekrönt und bekommt von der Priesterin Mhayana ein Teilstück des Sternensteins. Er schreitet durch ein Portal, um die Namenlose Horde zu bekämpfen. Die Helden folgen ihm und finden ihn schließlich. Mit Phileasson töten sie den Anführer der Horde Kazak. Phileasson wird dabei wieder er selbst, verliert aber den Teil des Sternensteins. Tharkath, der Leibwächter Amariels, nimmt ihn an sich. Die Helden und Phileasson werden danach ebenfalls unfreiwillig aus der Stadt teleportiert. Nachdem sie wieder in der Stadt sind, erfahren sie, dass Tharkath Amariel liebt und mit dem Namenlosen einen Tausch vereinbart hatte. Der Namenlose bekommt den Sternenstein und Tharkath die Liebe Amariels. Tharkath, Amariel und Mhayana hatten jeweils einen Teil des Sternenstücks. Tharkath hat nun zwei Stücke. Er überredet Amariel ihm den dritten Teil zu übergeben. Die Helden töten Tharkath, bevor er den Tausch vollenden kann. Mit dem Tod Tarkaths zerbricht die Globulenwelt. Amariel, die Helden und Phileasson kehren in die reale Welt zurück und Phileasson und Amariel nehmen Kurs auf die Inseln im Nebel.

### Rezeption
In der Berichterstattung wurde die Erweiterung weitgehend als enttäuschend bezeichnet. Bemängelt wurden unter anderem der geringe Umfang und der Eindruck einer überstürzten Handlung, die auf die wirtschaftliche Lage von Radon Labs zurückgeführt wurden.
- 4Players: 57 %[9]
- Computer Bild Spiele: Note 2,46[10]
- Eurogamer: 6/10[11]
- Gamestar: 55 %[12]
- Gamona: 6/10[13]
- Looki: 59 %[14]
- PC Games: 76 %[15]

## Fortsetzung
Im Juni 2010, noch vor Veröffentlichung von Phileassons Geheimnis, musste Radon Labs Insolvenz anmelden. Der Hamburger Entwickler Bigpoint übernahm große Teile des Entwicklungsstudios einschließlich der Namensrechte an Drakensang. Bigpoint veröffentlichte im August 2011 ein über den Browser spielbares MMORPG mit dem Titel Drakensang Online im Stil des Action-Rollenspiels Diablo. Bigpoint verzichtete auf den Erwerb einer DSA-Lizenz und entwarf stattdessen eine eigene Spielwelt und eine eigene Regelwerksmechanik. Das Spiel hat daher inhaltlich und spielerisch keinen Bezug zu seinen Vorgängertiteln.

## Pen & Paper
Seit 2008 erscheinen im Verlag Ulisses Spiele Pen-&-Paper-Rollenspielabenteuer.
- D1 Der Kult der goldenen Masken (2008) ISBN 978-3-940424-30-3
- D2 Eilifs Schatz (2010, Soloabenteuer) ISBN 978-3-86889-034-1
- D3 Hort in der Tiefe (2010) ISBN 978-3-86889-037-2